# Eisdorf
Eisdorf is een ortsteil van de Duitse gemeente Bad Grund (Harz) in de deelstaat Nedersaksen. Tot 1 maart 2013 was Eisdorf een zelfstandige gemeente in de Landkreis Osterode am Harz en werkte samen in de Samtgemeinde Bad Grund (Harz).
- Gemeinsame Normdatei: 7636945-6
- Virtual International Authority File: 245450906